# Списъци с филмите на „Юнивърсъл Пикчърс“
Следват списъци с филмите на Юнивърсъл Пикчърс по десетилетия:

## Списъци
- Списък с филмите на „Юнивърсъл Пикчърс“ (1912 – 1919)
- Списък с филмите на „Юнивърсъл Пикчърс“ (1920 – 1929)
- Списък с филмите на „Юнивърсъл Пикчърс“ (1930 – 1939)
- Списък с филмите на „Юнивърсъл Пикчърс“ (1940 – 1949)
- Списък с филмите на „Юнивърсъл Пикчърс“ (1950 – 1959)
- Списък с филмите на „Юнивърсъл Пикчърс“ (1960 – 1969)
- Списък с филмите на „Юнивърсъл Пикчърс“ (1970 – 1979)
- Списък с филмите на „Юнивърсъл Пикчърс“ (1980 – 1989)
- Списък с филмите на „Юнивърсъл Пикчърс“ (1990 – 1999)
- Списък с филмите на „Юнивърсъл Пикчърс“ (2000 – 2009)
- Списък с филмите на „Юнивърсъл Пикчърс“ (2010 – 2019)
- Списък с филмите на „Юнивърсъл Пикчърс“ (2020 – 2029)